# Rakoń

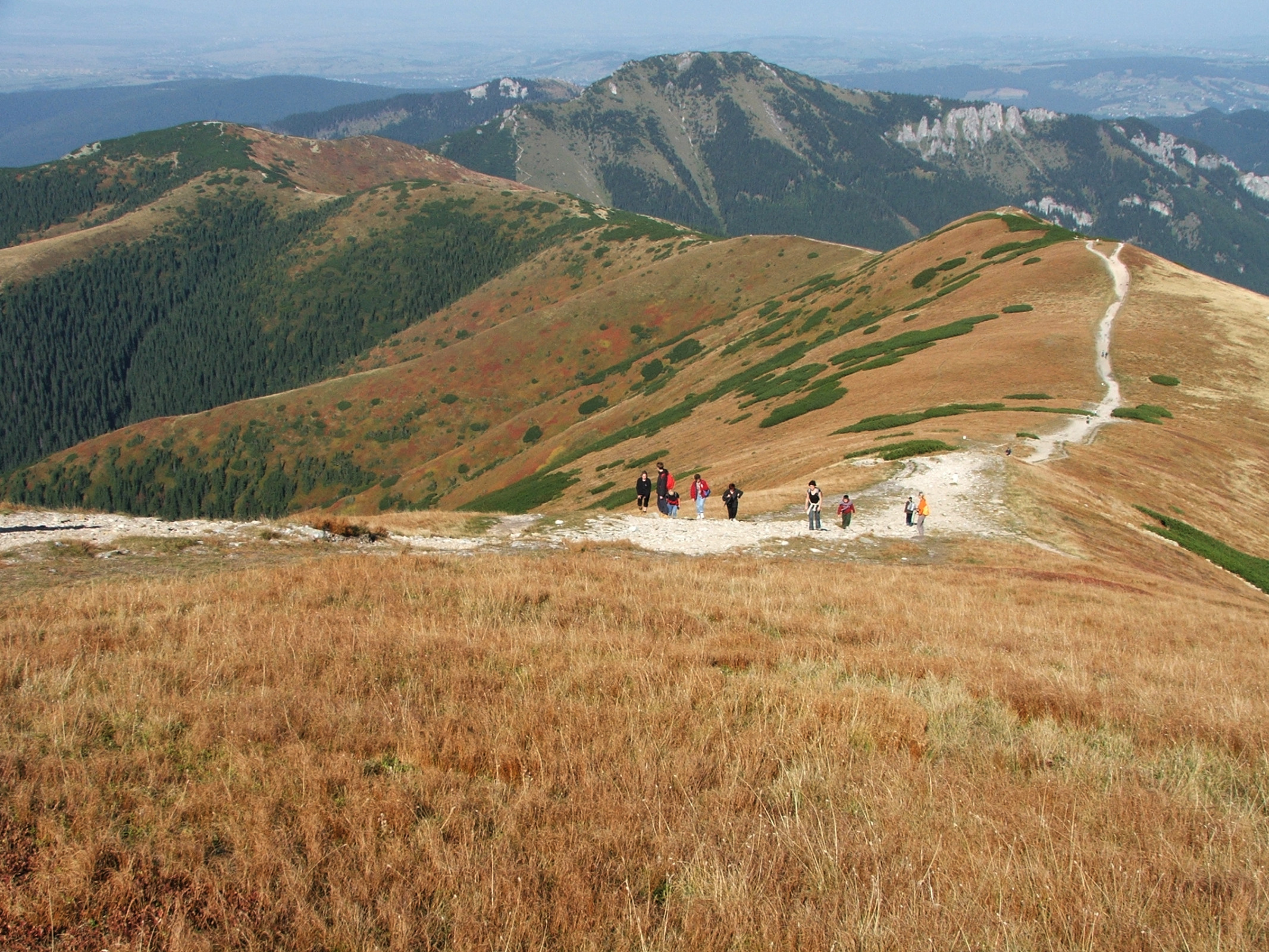
Widok z Rakonia na Grzesia i Bobrowiec

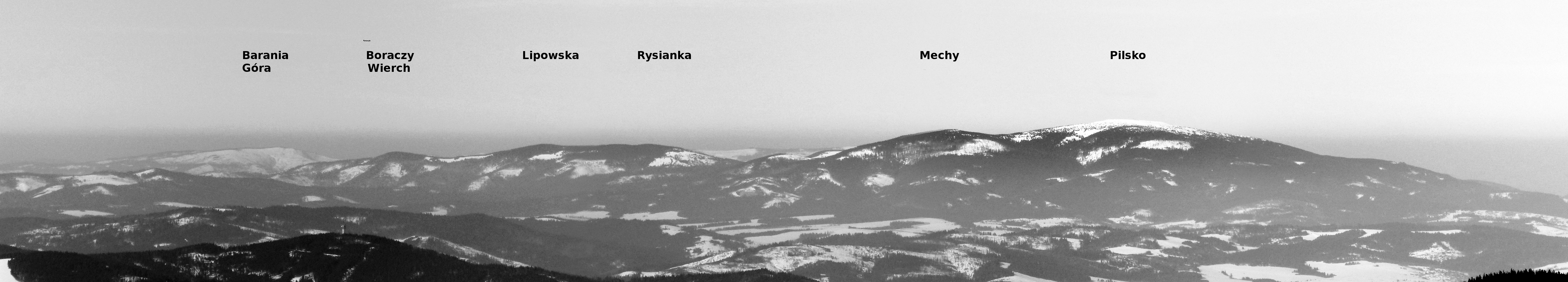
Widok z Rakonia na Beskid Żywiecki

Rakoń (słow. Rákoň, 1879 m) – słabo wyróżniający się szczyt w Tatrach Zachodnich, znajdujący się w bocznej północnej grani Wołowca. Przez grań tę biegnie granica polsko-słowacka. Rakoń od Wołowca (2064 m) oddzielony jest niewielką przełęczą Zawracie, nad którą wznosi się tylko 16 metrów, zaś w stronę sąsiedniego w południowym kierunku Grzesia (1653 m) biegnie grzbiet Długiego Upłazu z Łuczniańską Przełęczą (1602 m). W kierunku północno-zachodnim z Rakonia odchodzi jeszcze jedna grań – północno-zachodnia grań Rakonia, rozdzielająca słowackie doliny: Łataną i Rohacką. Jego wschodnie zbocza opadają do Doliny Chochołowskiej Wyżniej.
Zbocza Rakonia są stosunkowo łagodne, w górnej części trawiaste z kępami kosodrzewiny, gdzieniegdzie wystającymi pojedynczymi skałami i niewielkimi rumowiskami skalnymi. Dawniej były wypasane, od polskiej strony były to pasterskie tereny Hali Chochołowskiej. W kierunku zachodnim i południowym rozległe widoki na Rohackie Stawy i zaskakująco dziko wyglądające Rohacze, bardziej przypominające szczyty Tatr Wysokich. Równie rozległe są widoki w pozostałych kierunkach. Szczególnie barwnie stoki Tatr Zachodnich w otoczeniu Rakonia wyglądają jesienią, gdy wybarwiają się na różne kolory: kępy borówek (występują ich tutaj 3 gatunki) na jaskrawoczerwony kolor, wrzosy zakwitają fioletowo, sit skucina wybarwia się na rudo, bliźniczka psia trawka na żółto, a to wszystko na tle ciemnozielonych kęp kosodrzewiny.
Graniczny szlak przez Grzesia, Rakoń, Wołowiec, Łopatę (trawers), Jarząbczy Wierch i Kończysty Wierch jest często odwiedzany przez turystów polskich i słowackich. Do przejścia całego odcinka potrzeba dobrej kondycji z uwagi na jego długość i sumę przewyższeń, stąd też wielu turystów dochodzi tylko do Wołowca i zawraca. Wzmożony ruch po stronie słowackiej jest efektem doprowadzenia w latach 1968–1970 szosy do stóp szczytu (do Bufetu Rohackiego).

## Szlaki turystyczne
– niebieski szlak, prowadzący granią z Grzesia przez Długi Upłaz i Rakoń na szczyt Wołowca.
- Czas przejścia z Grzesia na Rakoń: 1:10 h, z powrotem 1 h
- Czas przejścia z Rakonia na Wołowiec: 35 min, ↓ 30 min

 – zielony przez Dolinę Chochołowską Wyżnią do Polany Chochołowskiej, biegnący początkowo grzbietem razem ze szlakiem niebieskim. Czas przejścia: 1:55 h, ↑ 2:25 h
  – żółty przez Zabratową Przełęcz i Dolinę Łataną do Zwierówki. Czas przejścia: 2:15 h, ↑ 3:15 h